# Rio Cangati
Rio Cangati är ett vattendrag i Brasilien.   Det ligger i delstaten Ceará, i den östra delen av landet, 1 600 km nordost om huvudstaden Brasília.
Omgivningarna runt Rio Cangati är huvudsakligen savann. Runt Rio Cangati är det glesbefolkat, med 20 invånare per kvadratkilometer.